# Harpographium fasciculatum
Harpographium fasciculatum är en svampart som beskrevs av Sacc. 1880. Harpographium fasciculatum ingår i släktet Harpographium, divisionen sporsäcksvampar och riket svampar.   Inga underarter finns listade i Catalogue of Life.